# Sliedrecht Sport 2020-2021 (femminile)
Questa voce raccoglie le informazioni riguardanti lo Sliedrecht Sport nelle competizioni ufficiali della stagione 2020-2021.

## Organigramma societario
Area direttiva
- Presidente: Harm van der Veen

Area tecnica
- Primo allenatore: Vera Koenen

## Rosa
| N° | Nome                  | Ruolo | Data di nascita   | Nazionalità sportiva |
| -- | --------------------- | ----- | ----------------- | -------------------- |
| 1  | Christie Wolt         | S     | 5 maggio 1998     | Paesi Bassi          |
| 2  | Pascalle Cnossen      | C     | 10 agosto 2001    | Paesi Bassi          |
| 3  | Kirsten Wessels       | O     | 4 agosto 1998     | Paesi Bassi          |
| 4  | Jolijn de Haan        | O     | 3 ottobre 2002    | Paesi Bassi          |
| 5  | Emma Rekar            | L     | 17 maggio 1998    | Paesi Bassi          |
| 6  | Fleur Savelkoel       | S     | 22 agosto 1995    | Paesi Bassi          |
| 7  | Rochelle Wopereis     | P     | 28 settembre 1994 | Paesi Bassi          |
| 8  | Julia Joosten         | S     | 29 gennaio 2001   | Paesi Bassi          |
| 9  | Maureen van der Woude | C     | 20 maggio 2000    | Paesi Bassi          |
| 10 | Carlijn Jans          | C     | 24 luglio 1987    | Paesi Bassi          |
| 11 | Ana Rekar             | P     | 19 gennaio 1995   | Paesi Bassi          |
| 12 | Denise de Kant        | C     | 27 luglio 1997    | Paesi Bassi          |
| 15 | Dagmar Mourits        | S     | 13 marzo 2004     | Paesi Bassi          |

## Statistiche

### Statistiche di squadra
| Competizione          | Punti | In casa | In casa | In casa | In trasferta | In trasferta | In trasferta | Totale | Totale | Totale |
| Competizione          | Punti | G       | V       | P       | G            | V            | P            | G      | V      | P      |
| --------------------- | ----- | ------- | ------- | ------- | ------------ | ------------ | ------------ | ------ | ------ | ------ |
| Eredivisie            | 21/13 | 8       | 7       | 1       | 7            | 7            | 0            | 15     | 14     | 1      |
| Coppa dei Paesi Bassi | -     | 0       | 0       | 0       | 1            | 0            | 1            | 1      | 0      | 1      |
| Supercoppa olandese   | -     | -       | -       | -       | -            | -            | -            | 1      | 1      | 0      |
| Challenge Cup         | -     | 1       | 0       | 1       | 1            | 0            | 1            | 2      | 0      | 2      |
| Totale                | -     | 9       | 7       | 2       | 9            | 7            | 2            | 19     | 15     | 4      |

### Statistiche delle giocatrici
| Giocatrice       | Challenge Cup | Challenge Cup | Challenge Cup | Challenge Cup | Challenge Cup |
| Giocatrice       | P             | PT            | AV            | MV            | BV            |
| ---------------- | ------------- | ------------- | ------------- | ------------- | ------------- |
| P. Cnossen       | 0             | 0             | 0             | 0             | 0             |
| J. de Haan       | 2             | 14            | 13            | 0             | 1             |
| D. de Kant       | 2             | 14            | 8             | 6             | 0             |
| C. Jans          | 2             | 13            | 9             | 4             | 0             |
| J. Joosten       | 2             | 0             | 0             | 0             | 0             |
| D. Mourits       | 1             | 0             | 0             | 0             | 0             |
| A. Rekar         | 2             | 0             | 0             | 0             | 0             |
| E. Rekar         | -             | -             | -             | -             | -             |
| F. Savelkoel     | 2             | 27            | 26            | 0             | 1             |
| M. van der Woude | 1             | 0             | 0             | 0             | 0             |
| K. Wessels       | 2             | 14            | 8             | 4             | 2             |
| C. Wolt          | 2             | 29            | 26            | 2             | 1             |
| R. Wopereis      | 2             | 8             | 5             | 1             | 2             |

P = presenze; PT = punti totali; AV = attacchi vincenti; MV = muri vincenti; BV = battute vincenti

NB: Non sono disponibili i dati relativi alla Eredivisie, alla Coppa dei Paesi Bassi e alla Supercoppa olandese